# 차할가니
차할가니(페르시아어: گروه چهارده, 우르두어: گروہِ چالیس), 달 찰리사 또는 투르칸-에-차할가니는 40명의 투르크계 노예 아미르로 구성된 평의회로, 술탄의 뜻에 따라 델리 술탄국을 관리하던 인도 아대륙 역사상 최초의 정규 각료 기구이다. 술탄은 국가원수이자 군대 사령관 및 사법 제도의 최종 결정권자였지만 왕국을 효과적으로 통치하기 위해서는 누군가의 도움이 필요했다.
쿠트브 알 딘 아이바크에 의해 형성되었고 나중에 일투트미시에 의해 개편되었다. 그가 죽은 후 권력의 균형이 바뀌었고 술탄은 이 아미르의 꼭두각시가 되었다. 그들은 일투트미쉬의 아이들과 손주들을 즉위시키거나 폐위시켰고, 그들이 문제가 되는 것으로 판명되면 종종 그들을 살해했다. 일투트미쉬의 노예이자 군단의 전 구성원인 술탄 발반과 같은 잔인한 사람이 아미르의 권력을 무너뜨리고 술탄의 권력과 위상을 회복하기 위해 필요할 것이며, 이 군단의 파괴는 양날의 검이 될 것이다. 차할가니가 주변에 투르크인의 권력 독점을 유지하지 못한 채, 아프간인들은 권력의 사다리를 오르기 시작했고 궁극적으로 할지 혁명으로 투르크인들을 전복시켰다.